# Паметник на цар Калоян (Варна)
Паметникът на цар Калоян в град Варна е издигнат на 23 декември 2008 г. Посветен е на единствения български владетел с титла крал – Калоян. Намира се в Борисовата градина[поясни] в центъра на града, в пространството между окръжния съд и държавния архив, срещу катедралата „Успение Богородично“.

## История
Идеята за издигане на паметника е на адмирал Христо Контров. Автори на цялостния облик на монумента са варненските скулптори Борис Борисов, Константин Константинов и арх. Милен Маринов, спечелили две години по-рано конкурса за изработка. Министерството на отбраната дарява нужното количество за отливане на статуята под формата на претопени гилзи от патрони. Подготовката започва през 2007 г. Металната фигура е излята в София, а за изработката са били ангажирани над 100 души. През 2008 г. паметникът е завършен и открит с тържествен водосвет, отслужен от митрополит Кирил Варненски и Великопреславски в присъствието на множество граждани, чуждестранни дипломати и политици.

## Композиция
Паметникът се състои от месингова статуя на цар Калоян като конник, върху мраморен постамент. По четирите стени на основата са разположени по един бронзов релеф, отразяващ значими моменти в управлението на цар Калоян. В хронологичен ред това са:
1. 1201 г.: превземането на Варна от българските войски, с което отново я присъединява към България (последната византийска крепост на Черноморието)
2. 1204 г.: коронацията на Калоян като крал от представителите на папа Инокентий ІІІ
3. 1205 г.: битката при Одрин, при която българите разгромяват кръстоносната армия на Балдуин I
4. 1205 г.: залавянето на латинския император Балдуин I, който е отведен като пленник в Търновград след битката при Одрин

Позата на българския владетел представя триумфа му над византийския гарнизон, бранещ Варна. Фигурата е ориентирана с лице на запад и представя царя с бойни доспехи, вдигнал с дясната си ръка меч. Общата височина на постамента и статуята е 8 метра.
- 1201 г.
- 1204 г.
- 1205 г.